# Talsperre Pangue
Die Talsperre Pangue bzw. das Kraftwerk Pangue (spanisch Central [hidroeléctrica] Pangue) ist ein Wasserkraftwerk am Río Bío Bío in Chile. Die Talsperre liegt in der Region VIII, ungefähr 100 km südöstlich der Stadt Los Ángeles. Die Ralco-Talsperre befindet sich ungefähr 15 km flussaufwärts.
Mit dem Projekt zur Errichtung der Talsperre wurde im Jahre 1993 begonnen. Das Kraftwerk Pangue ging 1996 in Betrieb. Es ist im Besitz der Empresa Nacional de Electricidad S.A. Chile (ENDESA) und wird auch von ENDESA betrieben.

## Absperrbauwerk
Das Absperrbauwerk ist eine Gewichtsstaumauer aus Walzbeton mit einer Höhe von 113 m. Die Länge der Mauerkrone beträgt 410 m. Die Staumauer verfügt in der Mitte über eine Hochwasserentlastung mit vier Toren. Über die Hochwasserentlastung können maximal 8000 m³/s abgeführt werden.

## Stausee
Bei Vollstau fasst der Stausee rund 175 Mio. m³ Wasser.

## Kraftwerk
Das Kraftwerk Pangue gehört mit einer installierten Leistung von 467 (bzw. 456) MW zu den größten Wasserkraftwerken in Chile (Stand April 2015). Die durchschnittliche Jahreserzeugung schwankt mit der Wasserführung des Río Bío Bío: sie lag im Jahre 2007 bei 1,367 Mrd. kWh und im Jahre 2006 bei 2,444 Mrd. kWh.
Die zwei Maschinen des Kraftwerks wurden 1996 in Betrieb genommen. Die Francis-Turbinen wurden von Kvaerner und die Generatoren von General Electric geliefert. Die Turbinen leisten jede maximal 233,5 MW. Die Generatoren haben eine Nennspannung von 13,8 kV. In der Schaltanlage wird die Generatorspannung von 13,8 kV mittels Leistungstransformatoren auf 230 kV hochgespannt.
Die maximale Fallhöhe beträgt 99,1 m. Der maximale Durchfluss liegt bei 500 m³/s.

## Sonstiges
Die Gesamtkosten für das Kraftwerk beliefen sich auf 46 Mio. USD.